# Madeleine Dwelshauvers-Gevers
Pour les articles homonymes, voir Dwelshauvers et Gevers.
Madeleine Dwelshauvers-Gevers, (née le 9 mars 1897 à Ixelles et morte le 24 décembre 1994, à l’âge de 97 ans) est une juriste belge. Elle est la première femme à occuper un poste de professeure à l'université, la première femme doyenne de faculté et la première femme membre du conseil d'administration de l'Université libre de Bruxelles.

## Jeunesse
Madeleine Dwelshauvers est née à Ixelles le 9 mars 1897. Elle est la fille de Georges Dwelshauvers – professeur d’Université Nouvelle puis président de la faculté de Philosophie et Lettres à l’Université Libre de Bruxelles – et de Marie Mulle, directrice de l'Orphelinat rationaliste, puis de l’École centrale de service social,.
Après la Première Guerre mondiale, la jeune fille – âgée alors de 21 ans – s’inscrit à la faculté de droit de l’Université Libre de Bruxelles et obtient son doctorat avec la plus grande distinction en 1923.
Elle épouse Florent Gevers (1899-), avocat général près de la Cour d’appel de Bruxelles.

## Carrière
En 1925, son ancien professeur de droit civil, René Marcq, fait appel à Madeleine Dwelshauvers-Gevers, exerçant déjà le métier d’avocate, afin de l’assister. En 1933, elle se voit attribuer ce cours et devient ainsi la première femme à enseigner à l’Université Libre de Bruxelles. Elle s’impose assez facilement dans ce monde réservé aux hommes jusqu’à son arrivée,,,,
Alors qu’elle est professeure, le Cercle du Libre Examen de l’ULB lui ouvre sa publication Les Cahiers du libre examen. Elle se prononce notamment en faveur de la suppression de l’obéissance de l’épouse tout en gardant la notion de chef de famille, sur base du discours du procureur général Raoul Hayoit de Termicourt à la Cour d’Appel de Bruxelles, en 1938.
Elle est ensuite la première femme à présider une faculté puisqu’elle est nommée, de 1953 à 1956, présidente de la faculté de droit de l’université où elle enseigne et la première femme membre du Conseil d’administration de l'université,
Elle enseigne aussi le droit social, bien qu’elle « jugeât très mineur par rapport à son grand cours de droit civil ». Madeleine Dwelshauvers-Gevers est également la Présidente du Comité Organisateur du IIe Congrès International du Droit Social, organisation dont la présidente[pas clair] et Marcel Van Goethem - un architecte renommé de son époque - sont à l’origine.
Comme son père Georges Dwelshauvers, Madeleine Dwelshauvers-Gevers s’intéresse énormément à l’émancipation de la femme. Elle s’intéresse également au droit de l’enfant : elle va notamment se demander si la condition de l’enfant naturel en droit belge est satisfaisante.

## L'Institut du Travail de l'ULB
L’Institut du Travail est fondé à l’ULB, le 25 juin 1955 par Madeleine Gevers-Dwelshauvers, Léon-Eli Troclet (ministre du travail à l’époque), Michel Magrez et Louis Duchatelet. Elle en assure la présidence jusqu’en 1970. L'institut a pour but de former les cadres supérieurs des pays en voie de développement en développant la connaissance et l’enseignement universitaire du droit social et de la sécurité sociale en droit international mais aussi en droit comparé et en droit interne,. Cet enseignement est, généralement, adressé aux diplômés universitaires, surtout les juristes, magistrats et avocats. Cet enseignement constitue aussi un enseignement complémentaire pour des économistes qui souhaitent étendre leur connaissance en matière de difficultés qui touchent le monde du travail dans les pays en voie de développement. D’autant plus que, une législation, des règlements et des conventions collectives vont naître à la suite des luttes sociales et formeront une nouvelle branche du droit qui se développera rapidement à la suite du pacte de solidarité sociale après la Seconde Guerre mondiale.
La durée de cette discipline est d’une année académique qui reprend des cours en « droit du travail, psychologie, sociologie du travail, économie du travail, hygiène du travail et la coopération technique » dans les pays en voie de développement ; mais aussi, un cours de législation sociale internationale.

## Ouvrages

### Œuvres
Auteur de plusieurs ouvrages, elle écrit surtout sur des questions jurisprudentielles :
- Étude sur les obligations dans la jurisprudence contemporaine, Bruxelles, Lamertin, 1929 ;
- Avec René Marcq, La tutelle et l’administration légale : Essai de réforme, Bruxelles, Bruylant, 1947 ;
- Avec Jacques De Gavre, René Marcq, Le contrat de transaction en droit civil et en droit judiciaire privé, Bruxelles, Bruylant, 1967 ;
- Droits et devoirs respectifs des époux dans les Annales du notariat et de l’enregistrements, en collaboration avec Hauchamps, un notaire chargé de cours à l’Université Libre de Bruxelles, à la même époque[15].

### Contributions
Elle va contribuer énormément aux ouvrages de son ancien professeur de droit civil, René Marcq, notamment à ses livres nommés :
- Avec M. René, Contrat de mariage, Bruxelles, Bruylant, 1931 ;
- Avec M. René, Donations et testament, Bruxelles, Bruylant, 1932 ;
- Avec Jacques De Grave, Le contrat de transaction en droit civil et en droit judiciaire privé, t. 1 : La transaction non judiciaire : définition, domaine, conditions de formation et de validité, forme et preuve, Bruxelles, Bruylant, 1967 (où elle écrit toute la préface)

### Syllabus
Elle écrit également des syllabus dans le cadre de son cours de droit civil :
- Complément de législation sociale (vers 1965)
- Des personnes : Livre I du Code civil (vers 1935)
- Des personnes : Supplément (1958)
- Droit civil : Des personnes (vers 1965)
- Droit civil : des personnes et de leur état (1932-1933)
- Droit civil : Des personnes : La famille (1932-1933)
- Droit civil : Des personnes : Les incapables (1932-1933)
- Droit civil : Les petits contrats (vers 1935)
- Droit civil : Les petits contrats (1933-1934)
- Droit civil : Petits contrats : La vente (1933-1934)
- Législation sociale (vers 1965)

## Hommage
Un hommage lui a été rendu dans la revue d’Engagements féminins pour son travail en tant que première femme exerçant le métier de professeur et au métier de doyen.
Un autre hommage lui a été rendu dans le magazine mensuel du personnel de l’ULB.
L’International Labour Office lui adresse des remerciements pour son travail dans le premier volume des Actes du Deuxième Congrès international de droit social.